# Предњи прави мишић главе
Предњи прави мишић главе (лат. musculus rectus capitis anterior) је парни мишић врата, који се налази испред вратног дела кичменог стуба и унутра у односу на скаленске мишиће. То је мали пљоснат мишић троугластог облика, који се простире од доњег дела потиљачне кости до попречног наставка првог вратног пршљена.
Инервисан је од стране предњих грана вратних живаца. При обостраној контракцији предњи прави мишић главе прегиба главу унапред, док се код једностране контракција дешава бочно савијање главе на страну активног мишића.